# Gustav Rados

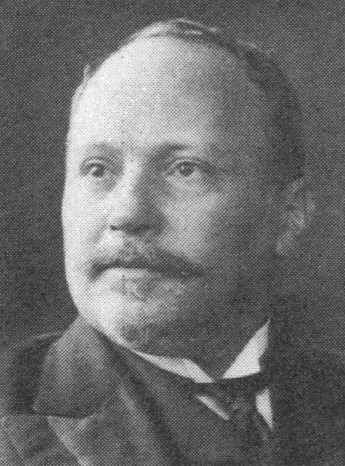
Gustav Rados

Gustav Rados, auch Gusztáv Rados, (* 22. Februar 1862 in Pest, Königreich Ungarn; † 1. November 1942 in Budapest) war ein ungarischer Mathematiker.
Bis 1884 hieß er Raussnitz.

## Leben
Rados studierte 1879 bis 1883 Mathematik an der Universität und Technischen Hochschule Budapest. 1884/85 war er bei Felix Klein in Leipzig und ab 1885 Privatdozent an der Technischen Hochschule in Budapest, wo er 1891 außerordentlicher und 1895 ordentlicher Professor wurde und 1911 bis 1914 Rektor war. Ab 1897 war er auch Direktor der Bibliothek der Technischen Hochschule Budapest. 1933 ging er in den Ruhestand.
Rados befasste sich mit Zahlentheorie, worüber er schon 1882 publizierte, Linearer Algebra (Determinantentheorie), Algebra, algebraischen und elliptischen Funktionen und Differentialgeometrie.
Er war mit Julius König, Gaston Darboux und Felix Klein im Komitee des Bolyai-Preises, den unter anderem Henri Poincaré erhielt.
Er war eingeladener Sprecher auf dem Internationalen Mathematikerkongress 1897 in Zürich (Zur Theorie der adjungierten quadratischen Formen) und 1908 in Rom. 1894 wurde er korrespondierendes und 1897 volles Mitglied der Ungarischen Akademie der Wissenschaften (und ab 1937 Ehrenmitglied). Er war Gründungsmitglied der Physikalischen und Mathematischen Gesellschaft in Budapest, 1913 deren Vizepräsident und 1933 bis 1942 Präsident. 1936 erhielt er den Großen Preis der Ungarischen Akademie der Wissenschaften. Er war Ehrendoktor der Universität Cluj.
1891 bis 1894 war er Herausgeber der Zeitschrift Matematikai és Fizikai Lapok und 1895 bis 1917 von Matematikai és Termeszettudomanyi Ertesito. 
Sein Bruder Ignác Rados (1859–1944) war Mathematiklehrer in Budapest und Mathematikhistoriker.